# Młodojewo (gromada)
Młodojewo – dawna gromada, czyli najmniejsza jednostka podziału terytorialnego Polskiej Rzeczypospolitej Ludowej w latach 1954–1972.
Gromady, z gromadzkimi radami narodowymi (GRN) jako organami władzy najniższego stopnia na wsi, funkcjonowały od reformy reorganizującej administrację wiejską przeprowadzonej jesienią 1954 do momentu ich zniesienia z dniem 1 stycznia 1973, tym samym wypierając organizację gminną w latach 1954–1972.
Gromadę Młodojewo z siedzibą GRN w Młodojewie utworzono – jako jedną z 8759 gromad na obszarze Polski – w powiecie konińskim w woj. poznańskim, na mocy uchwały nr 25/54 WRN w Poznaniu z dnia 5 października 1954. W skład jednostki weszły obszary dotychczasowych gromad Koszuty, Koszuty Parcele, Korwin, Marcewo, Młodojewo i Piotrowice, ponadto  miejscowość Piotrowickie Parcele z dotychczasowej gromady Kochowo Parcele oraz  miejscowość Rozalin cz. I z dotychczasowej gromady Rozalin – ze zniesionej gminy Młodojewo w tymże powiecie. Dla gromady ustalono 24 członków gromadzkiej rady narodowej.
1 stycznia 1956 gromada weszła w skład reaktywowanego powiatu słupeckiego w tymże województwie.
1 stycznia 1962 do gromady Młodojewo włączono obszar zniesionej gromady Drążna w tymże powiecie.
1 stycznia 1970 część wsi Koszuty (30,08 ha) z gromady Młodojewo włączono do miasta Słupca.
Gromada przetrwała do końca 1972 roku, czyli do kolejnej reformy gminnej.